# Ardenne
Le Ardenne (AFI: /arˈdɛnne/; in olandese, tedesco e lussemburghese Ardennen, in vallone Ården, in francese Ardennes) sono una regione collinare coperta da foreste, che si trova principalmente in Belgio e Lussemburgo, ma che si estende fino in Francia (dando il nome al dipartimento delle Ardenne e alla regione della Champagne-Ardenne ora parte della regione Grand Est).

## Geografia

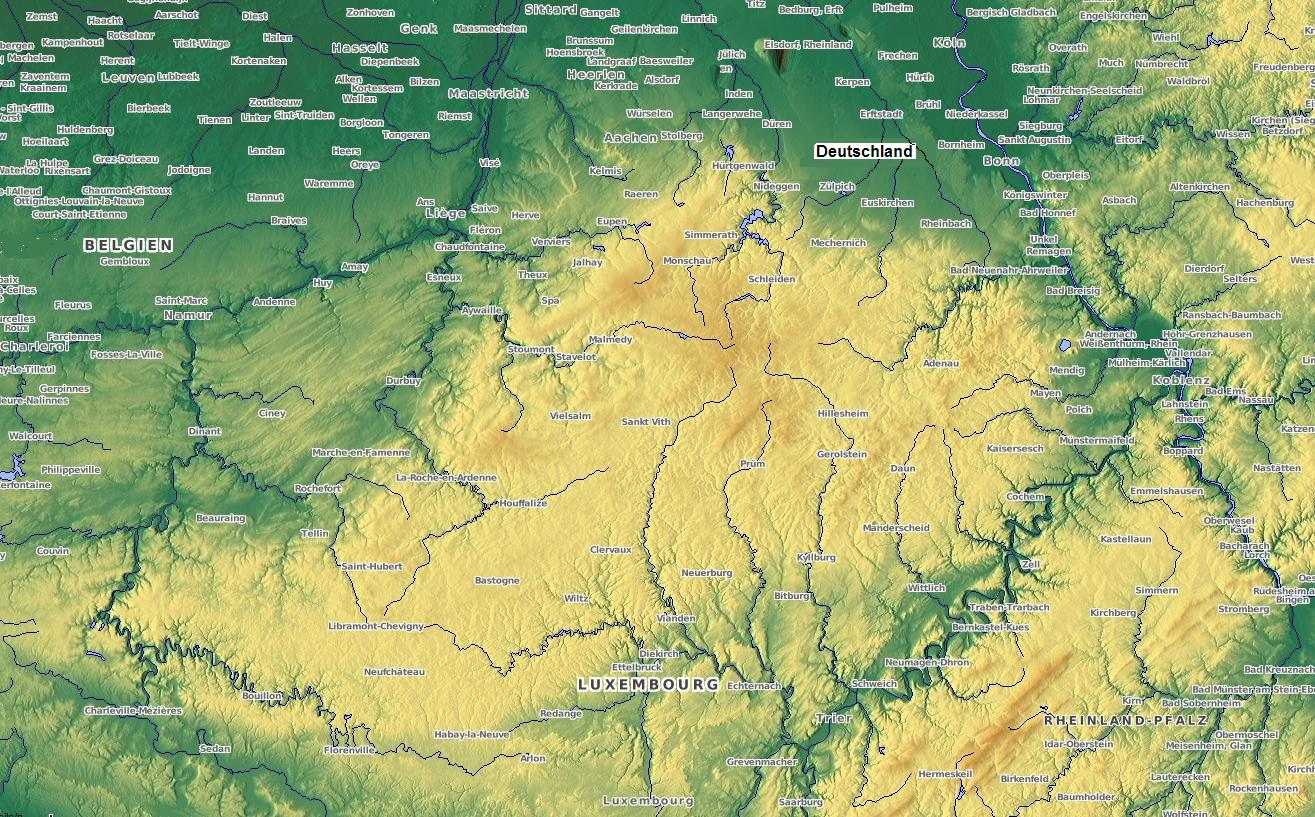
Cartina geografica della zona delle Ardenne

Gran parte delle Ardenne è coperta da fitte foreste, con colline alte in media 350-500 m, ma che giungono fino ai 694 m (Signal de Botrange) nelle brughiere della regione dell'Hautes Fagnes (Hohes Venn), nel Belgio sudorientale. La regione è caratterizzata da profonde vallate scavate dai fiumi, il più importante dei quali è la Mosa. Le sue città principali, Liegi e Namur, sono entrambe nella valle della Mosa. Le Ardenne per il resto sono poco densamente popolate.
La catena dell'Eifel, in Germania, si unisce alle Ardenne e fa parte della stessa formazione geologica, anche se le due sono convenzionalmente considerate come due aree distinte.

## Storia
La regione prende il nome dall'antica Arduenna Silva, una vasta foresta che in epoca romana si estendeva dal fiume Sambre in Belgio, fino al Reno in Germania. Le Ardenne moderne coprono un'area molto più piccola.
La posizione altamente strategica delle Ardenne le ha rese un campo di battaglia delle potenze europee per secoli. La regione ha ripetutamente cambiato di mano durante il primo periodo moderno, quando in tutto o in parte le Ardenne belghe furono in periodi diversi incorporate in Francia, Germania, Paesi Bassi spagnoli o Regno Unito dei Paesi Bassi. Nel XX secolo le Ardenne furono considerate non adatte a operazioni militari su vasta scala, a causa del terreno difficile e delle strette vie di comunicazione.
Comunque, sia nella prima che nella seconda guerra mondiale, la Germania scommise con successo nel compiere rapidi passaggi attraverso le Ardenne per attaccare zone della Francia scarsamente difese. Le Ardenne furono il teatro di tre grandi battaglie durante le due guerre mondiali, ossia la battaglia delle Ardenne propriamente detta, che ha avuto luogo nella prima guerra mondiale, la battaglia di Francia e l'Offensiva delle Ardenne, ambedue svoltesi durante la seconda guerra mondiale. Molte città e villaggi della regione vennero gravemente danneggiati durante i due conflitti.

## Economia
Il terreno accidentato delle Ardenne limita gravemente l'agricoltura, con coltivazioni e allevamento di bovini in aree disboscate come caposaldo dell'economia agricola. La regione è ricca di legno e minerali, e Liegi e Namur sono entrambe grandi centri industriali. Le estese foreste hanno un'abbondante popolazione di selvaggina. La bellezza paesaggistica della regione e la sua ampia gamma di attività all'aperto, comprese caccia, ciclismo, escursionismo e canoa, consentono alle Ardenne di beneficiare di importanti flussi turistici.